# Prellenkirchen
Prellenkirchen – gmina targowa w Austrii, w kraju związkowym Dolna Austria, w powiecie Bruck na der Leitha. Liczy 1 557 mieszkańców (1 stycznia 2017).